# Barrio Edilco
El Barrio Edilco es un conjunto de viviendas ubicado en el centro norte del departamento Rawson en el centro sur de la provincia de San Juan, al oeste de Argentina. Está dentro de la aglomeración urbana del Gran San Juan.
Está delimitado por las calles: Cano, al sur; Comandante Cabot, al norte;General Acha, al oeste y Rioja, al este.

## Historia
Fue inaugurado en agosto de 1975.
Vivieron en sus inmediaciones la modelo francesa Marie Anne Erize y el actual gobernador de la provincia de San Juan, José Luis Gioja, ambas víctimas de la dictadura cívico militar de 1976. Por estos dos casos puntuales, el barrio se convirtió en blanco de grandes y constantes operativos en busca de militantes Montoneros.
La primera unión vecinal se logró, en la proximidad del fin de la dictadura. En 1982, finalizada la Guerra de Malvinas, todos los habitantes de este barrio se reunieron con el objetivo de concretar una plaza, la que se llamó Capitán de Fragata Pedro Giachino, en honor al primer soldado argentino caído en las islas, convirtiendo al Barrio Edilco en el lugar donde se celebró, en 1983, el primer acto oficial para celebrar el día de los Veteranos y Caídos en Malvinas.

### Sismicidad
La sismicidad del área de Cuyo (centro oeste de Argentina) es frecuente y de intensidad baja, y un silencio sísmico de terremotos medios a graves cada 20 años en distintas áreas aleatorias.
Terremoto de Caucete 1977el 23 de noviembre de 1977, la región fue asolada por un terremoto y que dejó como saldo lamentable algunas víctimas, y un porcentaje importante de daños materiales en edificaciones.
Sismo de 1861aunque dicha actividad geológica catastrófica, ocurre desde épocas prehistóricas, el terremoto del 20 de marzo de 1861 (164 años) señaló un hito importante dentro de la historia de eventos sísmicos argentinos ya que fue el más fuerte registrado y documentado en el país. A partir del mismo la política de los sucesivos gobiernos mendocinos y municipales han ido extremando cuidados y restringiendo los códigos de construcción. Y con el terremoto de San Juan de 1944 del 15 de enero de 1944 (81 años) el gobierno sanjuanino tomó estado de la enorme gravedad sísmica de la región.
El Día de la Defensa Civil, fue asignado por un decreto recordando el sismo que destruyó la ciudad de Caucete el 23 de noviembre de 1977, con más de 40.000 víctimas sin hogar. No quedaron registros de fallas en tierra, y lo más notable efecto del terremoto fue la extensa área de licuefacción (posiblemente miles de km²).
El efecto más dramático de la licuefacción se observó en la ciudad, a 70 km del epicentro: se vieron grandes cantidades de arena en las fisuras de hasta 1 m de ancho y más de 2 m de profundidad. En algunas de las casas sobre esas fisuras, el terreno quedó cubierto de más de 1 dm de arena.